# Fußball-Verbandsliga Schleswig-Holstein 1990/91
Die Verbandsliga Schleswig-Holstein wurde zur Saison 1990/91 das 44. Mal ausgetragen und bildete den Unterbau der drittklassigen Oberliga Nord. Die beiden erstplatzierten Mannschaften durften an der Aufstiegsrunde zur Oberliga Nord teilnehmen. Die Mannschaften auf den drei letzten Plätzen mussten in die Landesliga absteigen.

## Vereine
Im Vergleich zur Saison 1989/90 veränderte sich die Zusammensetzung der Liga folgendermaßen: Eutin 08 war in die Oberliga Nord auf-, während keine Mannschaft aus Schleswig-Holstein aus der Oberliga Nord abgestiegen war. Die drei Absteiger hatten die Verbandsliga verlassen und wurden durch die vier Aufsteiger Eckernförder SV (Wiederaufstieg nach sieben Jahren), Itzehoer SV (Wiederaufstieg nach einer Saison), SV Eintracht Segeberg und TSG Concordia Schönkirchen (beide erstmals in der höchsten Amateurliga Schleswig-Holsteins) ersetzt.
| Verein                     | Stadt          | Kreis                 | Qualifikation                      |
| -------------------------- | -------------- | --------------------- | ---------------------------------- |
| VfB Lübeck                 | Lübeck         |                       | Meister 1989/90                    |
| VfB Kiel                   | Kiel           |                       | 3. Platz 1989/90                   |
| VfR Neumünster             | Neumünster     |                       | 4. Platz 1989/90                   |
| TSB Flensburg              | Flensburg      |                       | 5. Platz 1989/90                   |
| TSV Pansdorf               | Ratekau        | Ostholstein           | 6. Platz 1989/90                   |
| FC Kilia Kiel              | Kiel           |                       | 7. Platz 1989/90                   |
| TSV Büsum                  | Büsum          | Dithmarschen          | 8. Platz 1989/90                   |
| Heider SV                  | Heide          | Dithmarschen          | 9. Platz 1989/90                   |
| Blau-Weiß Friedrichstadt   | Friedrichstadt | Nordfriesland         | 10. Platz 1989/90                  |
| Rendsburger TSV            | Rendsburg      | Rendsburg-Eckernförde | 11. Platz 1989/90                  |
| TSV Kappeln                | Kappeln        | Schleswig-Flensburg   | 12. Platz 1989/90                  |
| Flensburg 08               | Flensburg      |                       | 13. Platz 1989/90                  |
| Eckernförder SV            | Eckernförde    | Rendsburg-Eckernförde | Aufsteiger aus der Landesliga Nord |
| TSG Concordia Schönkirchen | Schönkirchen   | Plön                  | Aufsteiger aus der Landesliga Nord |
| Itzehoer SV                | Itzehoe        | Steinburg             | Aufsteiger aus der Landesliga Süd  |
| SV Eintracht Segeberg      | Bad Segeberg   | Segeberg              | Aufsteiger aus der Landesliga Süd  |

## Saisonverlauf
Die Meisterschaft und Teilnahme an der Aufstiegsrunde sicherte sich der VfB Kiel. Als Zweitplatzierter durfte der TSV Pansdorf ebenfalls teilnehmen. Beide beendeten ihre Gruppe auf dem letzten Platz und verpassten den Aufstieg. Da Eutin 08 gleichzeitig aus der Oberliga Nord abstieg, gab es vier Absteiger. TSG Concordia Schönkirchen und er Eckernförder SV mussten die Verbandsliga nach einer Saison wieder verlassen, der TSV Kappeln nach drei Spielzeiten und der TSB Flensburg nach fünf Jahren.

### Tabelle
| Pl. | Verein                         | Sp. | S  | U  | N  | Tore    | Diff. | Punkte |
| --- | ------------------------------ | --- | -- | -- | -- | ------- | ----- | ------ |
| 1.  | VfB Kiel                       | 30  | 17 | 12 | 1  | 065:280 | +37   | 46:14  |
| 2.  | TSV Pansdorf                   | 30  | 16 | 8  | 6  | 068:390 | +29   | 40:20  |
| 3.  | VfR Neumünster                 | 30  | 12 | 12 | 6  | 060:370 | +23   | 36:24  |
| 4.  | FC Kilia Kiel                  | 30  | 13 | 9  | 8  | 044:350 | +9    | 35:25  |
| 5.  | TSV Büsum                      | 30  | 14 | 6  | 10 | 050:400 | +10   | 34:26  |
| 6.  | Heider SV                      | 30  | 11 | 11 | 8  | 041:390 | +2    | 33:27  |
| 7.  | Blau-Weiß Friedrichstadt       | 30  | 10 | 12 | 8  | 064:510 | +13   | 32:28  |
| 8.  | VfB Lübeck (M)                 | 30  | 10 | 11 | 9  | 045:400 | +5    | 31:29  |
| 9.  | Flensburg 08                   | 30  | 11 | 9  | 10 | 043:470 | −4    | 31:29  |
| 10. | Itzehoer SV (N)                | 30  | 11 | 8  | 11 | 047:470 | ±0    | 30:30  |
| 11. | SV Eintracht Segeberg (N)      | 30  | 8  | 12 | 10 | 022:340 | −12   | 28:32  |
| 12. | Rendsburger TSV                | 30  | 9  | 9  | 12 | 045:540 | −9    | 27:33  |
| 13. | TSG Concordia Schönkirchen (N) | 30  | 9  | 9  | 12 | 046:610 | −15   | 27:33  |
| 14. | TSB Flensburg                  | 30  | 7  | 6  | 17 | 043:530 | −10   | 20:40  |
| 15. | Eckernförder SV (N)            | 30  | 5  | 7  | 18 | 032:700 | −38   | 17:43  |
| 16. | TSV Kappeln                    | 30  | 4  | 5  | 21 | 027:670 | −40   | 13:47  |

| (M) | Staffelsieger der Verbandsliga Schleswig-Holstein 1989/90 |
| (A) | Absteiger aus der Oberliga Nord 1989/90                   |
| (N) | Aufsteiger aus der Landesliga Schleswig-Holstein 1989/90  |